# Cesare Benedetti (labdarúgó)
Cesare Benedetti (Treviso, 1920. október 24. – Treviso, 2002. július 9.) olasz labdarúgóhátvéd, festő.

## Pályafutása
1937–1941 között a Treviso, 1941–1943 között az AS Roma, 1943–1945 között ismét a Treviso, 1945–46-ban az AS Roma, 1946–1948 között a Salernitana labdarúgója volt. 1948–49-ben a Treviso csapatában fejezte be az aktív játékot.

## Festőművészként
Visszavonulása után neves portréfestő lett. A Grimaldi-családból többek között Grace Kelly, III. Rainier monacói herceg és Karolina monacói hercegnő portréját festette meg. Több pápa portréját is megfestette, köztük XXIII. János pápát, XII. Piusz pápát, VI. Pál pápát, valamint II. János Pál pápa két méter magas portréját, amely a trevisói székesegyházban található meg.